# Emmanuel Msichilli
Emmanuel Msichilli (ur. 6 czerwca 1978) – piłkarz zambijski grający na pozycji bramkarza. W swojej karierze rozegrał 1 mecz w reprezentacji Zambii.

## Kariera klubowa
W swojej karierze piłkarskiej Msichilli występował w klubie Nkana FC z miasta Kitwe.

## Kariera reprezentacyjna
Swoje jedyne spotkanie w reprezentacji Zambii Msichilli rozegrał w Pucharze Narodów Afryki 2000. Odbyło się ono 31 stycznia 2000, a Zambia zremisowała w nim 2:2 z Senegalem.